# Фредерік Пікьонн
Фредерік Мішель Пікьонн (фр. Frédéric Michel Piquionne; нар. 8 грудня 1978, Нумеа, Нова Каледонія) — мартинікський футболіст, нападник.
Виступав за «Голден Стар» з Мартиніки, «Нім», «Ренн», «Сент-Етьєн», «Монако», «Ліон», «Портсмут», «Вест Гем Юнайтед», «Донкастер Роверз», «Портленд Тімберз» та «Мумбаї Сіті».
На міжнародному рівні грав за збірну Мартиніки. Представляв вище вказану збірну під час підготовки до Золотого кубка КОНКАКАФ 2013 й потрапив до складу команди на Кубок Карибського басейну 2012. У 2007 році провів один товариський матч за національну збірну Франції, проти Австрії.

## Клубна кар'єра

### Перші футбольні кроки
Після переїзду з Мартініки розпочав навчання в Шарантоні, але не пройшов відбі в Академію Клерфонтен. У 1995 році 17-річний Фредерік перебрався до молодіжної команди «Парижа». Після цього залишив країну-метрополію, щоб оселитися на Мартиніці, у Фор-де-Франс. Грав у футбол на аматорському рівні у Почесному дивізіоні у «Голден Стар» (Фор-де-Франс), а потім у «Моне-Бланк» (Ле-Діамон), через що змушений був працювати. Протягом трьох років займав посаду продавця взуття в магазині, розташованому в центрі Фор-де-Франса. Також провів декілька матчів за збірну Мартиніки.
Однак його хороші виступи спонукали його тренера Жюля Юсташа (колишнього стажера Національного футбольного інституту та професіонального футболіста) направити Пікьонна до «Німа». Клуб запросив його влітку 2000 року й запропонував перший професіональний контракт. Протягом наступного літа та після чудового сезону в Лізі 2 з «Німськими крокодилами» його помітили скаути клубу французької Ліги 1 «Ренн».

### Дебют у Лізі 1
У сезоні 2001/02 років дебютував у Лізі 1. Гравцем стартового складу не був, але відзначився 3-ма голами. Того ж року зіграв на Золотому кубку КОНКАКАФ 2002 року зі збірною Мартиніки.
Його наступний (2002/03) сезон під кольорами бретонського клубу приніс йому прорив. У той час як клуб перебував у нижній частині турнірної таблиці, новий тренер Вахід Халілходжич вирішує дати шанс мартинікійцю. Клуб уникнув вильоту, а Пікіонн завершив сезон із 10-ма голами.
У сезоні 2003/04 років боснійського тренера змінив Ласло Белені. Його стосунки з Фредеріком були напружені, тому гравець втрачає місце в стартовому складі. Пікіонн провів свої останні місяці в Бретані.

### «Сент-Етьєн»

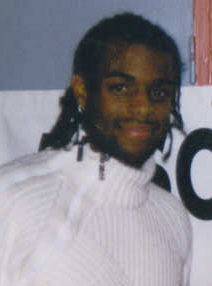
Фредерік Пікьонн у сезоні 2004/05 років.

Влітку 2004 року Фредеріка запросив Елі Боп. Гравець підписав 5-річний контракт із «Сент-Етьєном», який щойно підвищився в класі. Завершив сезон з 11 голами, що стало його найкращим результатом у кар'єрі. «Сент-Етьєн» же фінішував на 6-му місці.
Його другий сезон (2005/06) виявився набагато складніше. Все ще залишався беззаперечним гравцем основного складу, але його гра перед воротами команд-суперниць залишала бажати кращого. Відзначився лише 6-ма голами у 34-х матчах, а клуб опинився на дні турнірної таблиці. Після провального другого сезону повернувся з метою взяти реванш в сезоні 2006/07 років, відзначився 6-ма голами і 6-ма асистами протягом першої половини сезону (він також отримав дві червоні картки і пропустив загалом чотири гри за 19 турів). Утворив результативний тандем з бразильцем Іланом.
Контракт Пікіонна з «Сент-Етьєном» діяв до червня 2009 року. Однак після вдалих виступів гим зацікавилося багато європейських клубів, у тому числі й «Ліон», який нібито обіцяв подвоїти гравцеві зарплату, що підштовхнуло його попросити про трансфер. Пропозицію ліонського клубу в розмірі 5,5 млн євро Бернар Каяццо вважав «смішною». «Лідери» відмовилися відпускати гравця до найпринциповішого суперника. Після цього Пікьонн заявив, що керівництво «Сент-Етьєна» «поводяться з ним як з рабом» (заява, про яку сам же футболіст повідомив, що шкодує, вона була висловлена через гнів). Згодом «Ліон» запросив Милана Бароша й більше не бажав, щоб гравець «Сент-Етьєна» переходив до них. Однак після всього сказаного Фредерік вже не зміг повернутися до команди. Він заявив, що готовий завершити кар'єру, якщо клуб відмовиться від його трансферу.

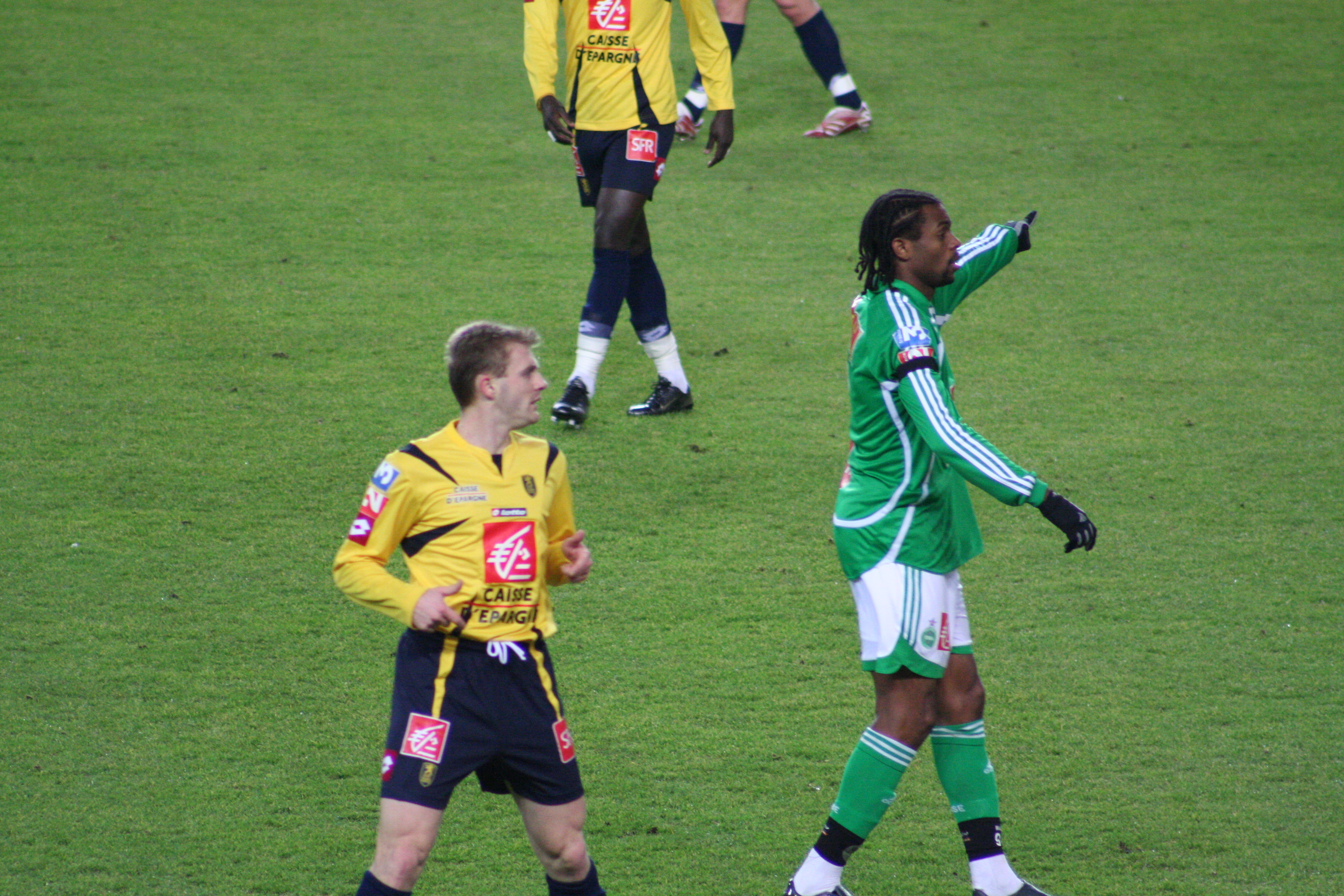
Фредерік Пікіонн (праворуч) під час гри за «Сент-Етьєн» у 2007 році

Його візит до «Сент-Етьєна» зрештою ознаменувався сваркою з фанаткою, яка звинуватила його в зустрічі з ліонцями (у даному випадку з боку його агента). За те, що він зламав собі ніс ударом головою, гравця оштрафували на 1000 євро, а жертві присудили компенсацію в розмірі 1500 євро. Загалом, після гарного взаєморозуміння протягом перших двох років між Пікьонном і вболівльниками «Сент-Етьєна» зберігаються дуже напружені стосунки. Жителі Сент-Етьєна дорікали футболісту, за занадто зарозуміле ставлення, до чого в серпні 2008 року додалися дуже різкі зауваження в бік уболівальників та керівництва «Сент-Етьєна», зроблені в пресі напередодні дербі.

### «Монако» та «Ліон»
Зрештою Фредерік досяг своєї мети. 31 січня 2007 року перейшов в оренду до «Монако». Контракт передбачав опцію викупу за 6 мільйонів євро, яка автоматично активувалася у разі збереження монегасками прописки в Лізі 1. Після завершення сезону «Монако» залишився в Лізі 1. Незважаючи на невдалу гру Фредеріка, опцію активували. 10 листопада 2007 року на стадіоні «Луї II» провів свій 200-й матч у Лізі 1 у переможному (3:0) поєдинку проти «Страсбура». Однак гравець намагається відновити рівень своїх виступів у «Сент-Етьєні».
29 липня 2008 року, після товариського матчу в Ансі, за ,75 мільйона євро проданий в «Ліон». Першим голом за нову команду відзначився у поєдинку Ліги чемпіонів проти «Фіорентини», а 6 грудня 2008 року відзначився першим голом у Лізі 1, у воротах «Нанта».Але вболівальники «Ліона» недолюблювали Фредеріка через його дуже невдалу гру та той факт, що він колишній гравець «Сент-Етьєна».
12 грудня 2008 року він отримав Головний м'яч 2008 від Les Cahiers du football. Отримав особливу відзнаку за невдалий вибір кар’єри та імідж гравця-найманця.

### «Портсмут»
5 серпня 2009 року його віддали оренду на один сезон до клубу англійської Прем'єр-ліги «Портсмут». У своєму дебютному (товариському) матчі за «Помпей» проти «Рейнджерс» на Фраттон Парк відзначився двома голами й приніс перемогу своїй команді з рахунком 2:0. 15 серпня 2009 року вперше вийшов у стартовому складі у програному (0:1) поєдинку першого туру Прем'єр-ліги проти «Фулгема». Першим голом за команду відзначився 25 серпня 2009 року в переможному (4:1) поєдинку Кубку Ліги проти «Герефорд Юнайтед». Чотири дні по тому відзначився своїм першим голом у переможному (4:0) поєдинку Прем'єр-ліги проти «Віган Атлетік». Відзначився 11-ма голами у всіх турнірах під час перебування в «Портсмуті», в тому числі й двома голами у Кубку Англії проти «Бірмінгем Сіті», завдяки чому команда дійшла до півфіналу Кубка Англії. 11 квітня 2010 року відзначився першим голом у переможному (2:0) поєдинку проти «Тоттенгем Готспур», завдяки чому «Портсмут» вдруге за три сезони вийшов у фінал Кубку Англії. Його результативна гра в «Портсмуті» змусила Фредеріка відчути, ніби він нарешті освоївся в англійському футболі, незважаючи на неоднозначний початок кар’єри в Прем’єр-ліги.

### «Вест Гем Юнайтед»

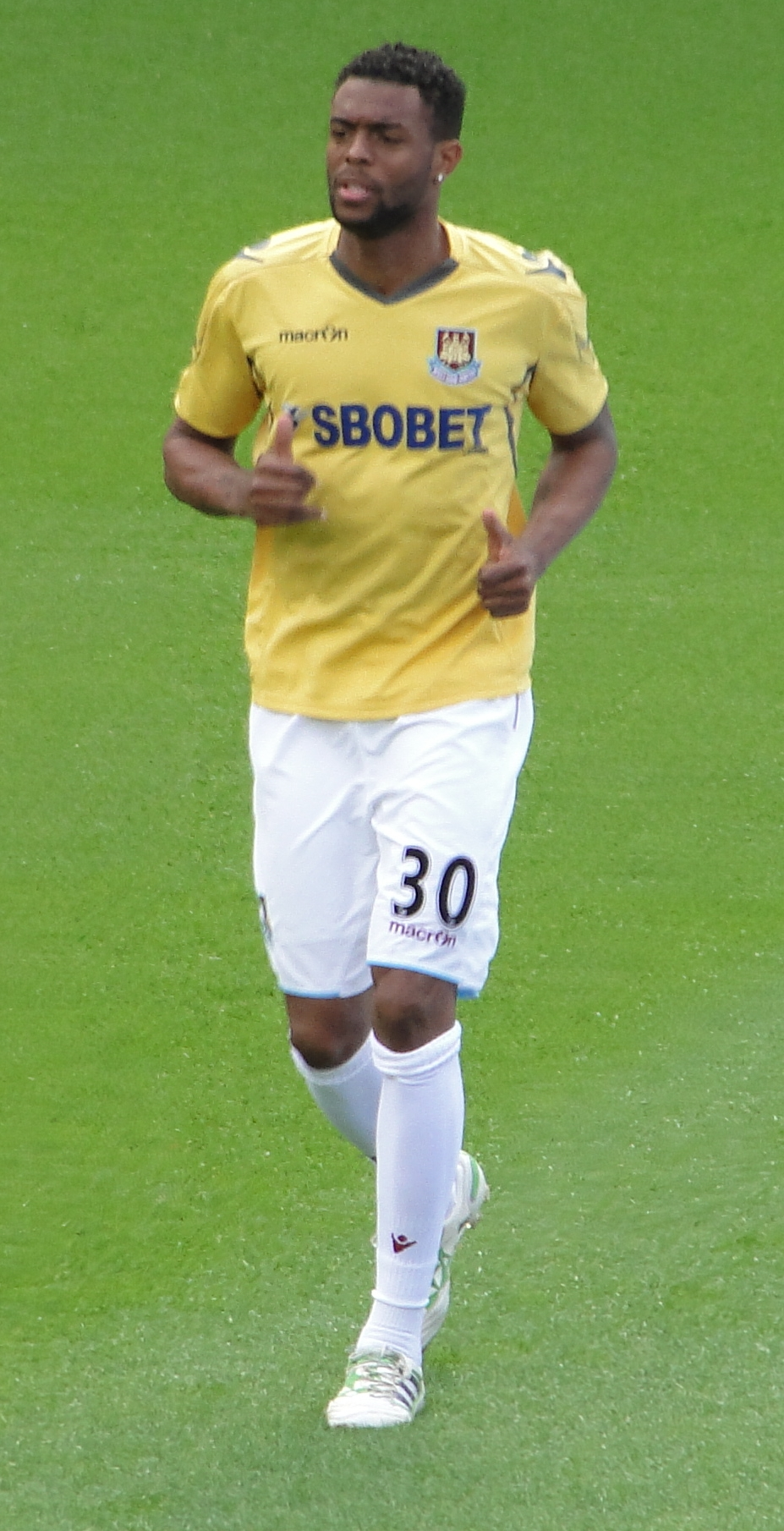
Фредерік Пікьонн у футболці «Вест Гем Юнайтед» у 2011 році

16 липня 2010 року колишній тренер «Портсмута» Аврам Грант вже на посаді головного тренера «Вест Гем Юнайтед» запросив Фредеріка за 1,2 мільйона євро та бонус у 450 000 євро. Підписав трирічний контракт, став третім літнім підписанням «Вест Гема». Дебютував у Прем'єр-лізі за «Вест Гем» 14 серпня в програному (0:3) матчі проти «Астон Вілли», в якому вийшов замість Радослава Ковача у другому таймі. 21 вересня 2010 року відзначився своїм першим голом за «Вест Гем» у переможному (2:1) матчі у третьому раунді Кубку ліги проти «Сандерленда» на Стедіум оф Лайт. 25 вересня 2010 року відзначився своїм першим голом у Прем’єр-лізі за «Вест Гем» у переможному (1:0) матчі проти «Тоттенгем Готспур». Цей гол також став 10 000-м у Прем’єр-лізі футбольним м’ячем від виробника Nike. Фредерік отримав вилучення у важливому матчі Прем’єр-ліги проти «Евертона» за те, що накинувся на натовпу після того, як відзначився голом, який на 86-й хвилині вивів «молотобійців» вперед (2:1), але згодом «Евертон» зрівняв рахунок (2:2), а «Вест Гем» вилетів у Чемпіоншип наприкінці сезону.

### «Донкастер Роверз»
6 березня 2012 року выдданий в оренду іншому клубу Чемпыоншипу «Донкастер Роверс», спочатку в 1-мысячну оренду. Того ж дня дебютував у переможному (2:1) поэдинку проти «Ноттінгем Форест», відзначився своїм першим голом ударом з 30 ярдів та вивів «Роверс» вперед з рахунком 1:0. Провів вісім матчів за «Донкастер», відзначився двома голами, а наприкінці сезону повернувся до «Вест Хема», після того як «Донкастер» вилетів до Першої ліги. Після повернення з Донкастера залишився у «Вест Гемі», але протягом перших шести місяців сезону не з’являвся в жодному матчі першої команди.

### «Портленд Тімберз»
За порадою Мікаеля Сільвестра він покинув Англію, щоб приєднатися до команди MLS «Портленд Тімберз» зі Сполучених Штатах. 28 лютого 2013 року підписав 1-річний контракт з клубом. Дебютував за «Портленд» 16 березня 2013 року, вийшовши на заміну в поєдинку проти «Сіетл Саундерз» на Сенчурі Лінк Філд. 29 травня 2013 року відзначився 4-ма голами в першому таймі матчу Відкритого кубку США проти команди Чемпіонату USL «Вілмінгтон Гаммергедз». Повторно підписав контракт з «Тімберс» 7 січня 2014 року, але 13 травня 2014 року, після оренди Фанендо Аді, його виключили із заявки клубу.

### «Кретей»

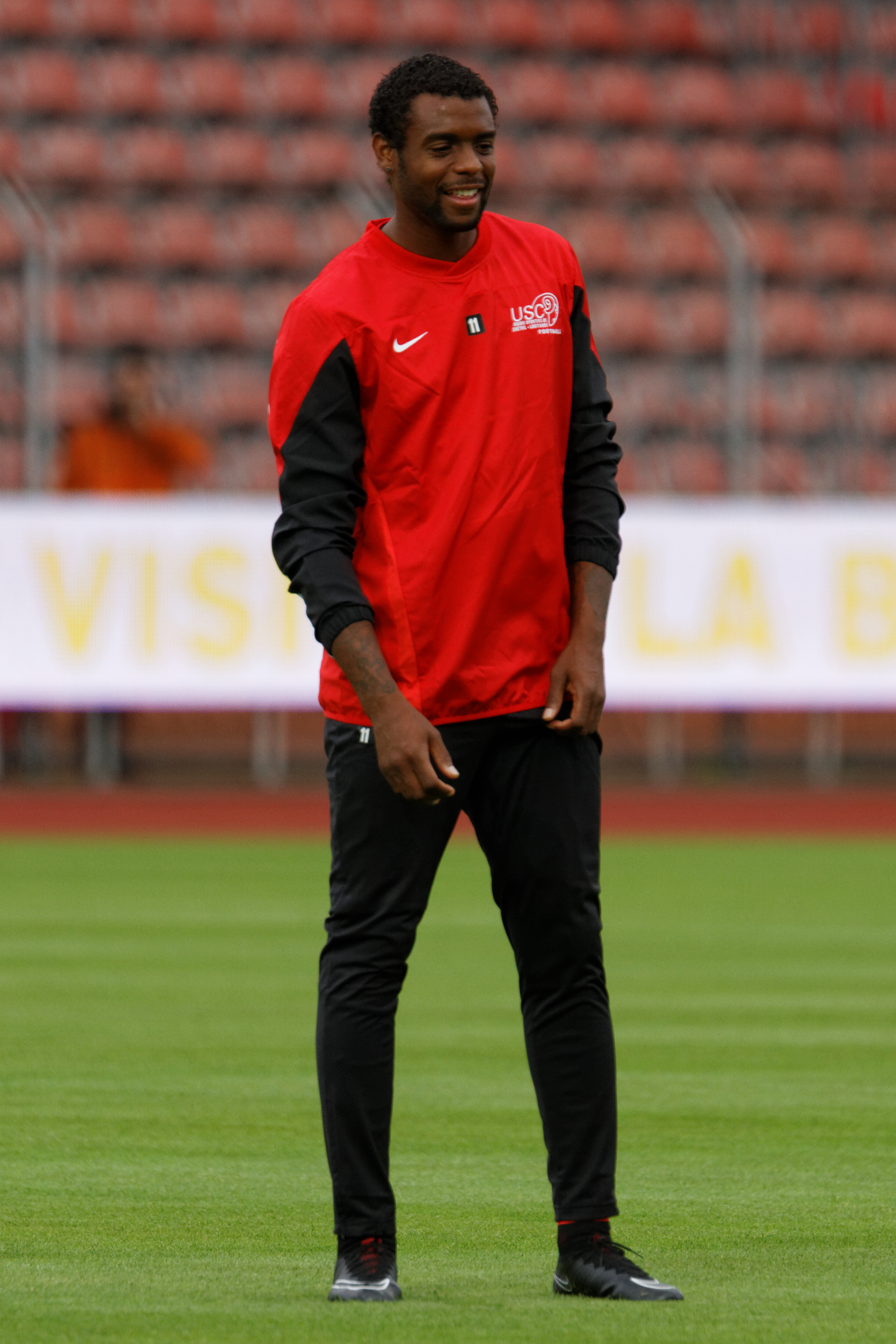
Фредерік Пікьонн під час виступів «Кретея-Шатору» в сезоні 2014/15 років

4 серпня 2014 року повернувся до Франції, щоб підписати контракт з представником Ліги 2 з «Кретеєм» на сезон 2014/15 років. 8 серпня 2014 року в своєму першому матчі у футболці «Кретея» відзначився своїм першим дублем у переможному (3:0) поєдинку Ліги 2 проти Шатору, при чому першим голом відзначився через 24 секунди після виходу на футбольне поле.
Використовувався переважно як джокер (19 виходів у стартовому склад та 10 матчів у старті), відзначився 8-ма голами у лізі, після чого перебрався до Індії.

### «Мумбаї Сіті»
У липні 2015 року клуб індійської Суперліги «Мумбаї Сіті» підтвердив підписання Фредеріка Пікьонна на наступний сезон. Клуб, який тренував Пітер Рід, також підписав контракти з Крістіаном Бустосом і Францом Бертеном, а інший мартиніканець Ніколя Анелька став граючим тренером. Відзначився за клуб 3-ма голами в 12-ти матчах.

## Кар'єра в збірній
Замість того, щоб представляти члена ФІФА Нову Каледонію від Океанії, вирішив представляти Мартиніку. Можливо, отримував виклик під час кваліфікації Золотого кубка КОНКАКАФ 2003, але не грав у фінальній частині турніру. Оскільки Мартиніка не є членом ФІФА, мав право грати за збірну Франції, до якої був 24 березня 2007 року викликаний на матч кваліфікації чемпіонату Європи 2008 року проти Литви, але на поле так і не вийшов. Дебютував у збірній Франції 28 березня 2007 року в товариському матчі проти Австрії на Стад-де-Франс, в якому вийшов на 78-й хвилині замість Абу Діабі. У серпні 2007 року зіграв за другу збірну Франції в поєдинку проти Словаччини, але за першу команду збірної Франції більше не грав.
Фредерік також представляв Мартиніку на Карибському кубку 2012 року, де відзначився голом у першому матчі турніру проти Куби, завдяки чому допоміг команді перемогти з рахунком 1:0. Загалом на турнірі провів п'ять матчів та відзначився двома голами.

## Кар'єра тренера
Наприкінці другого розіграшу ІСЛ, повертається в Кретей, але вже не як футболіст, а як тренер нападників. Проте вже наступного дня після цього оголошення, 26 січня 2016 року, зрештою повідомив, що продовжує свою кар'єру після отримання привабливої фінансової пропозиції напередодні закриття трансферного вікна. Всупереч усім очікуванням, гравець зрештою не підписує контракт у Дубаї після швидкої поїздки туди й назад, а потім приєднується, як і було заплановано, до тренерського штабу «Кретея» для роботи з нападниками. Наприкінці 2016 року приєднався до тренерського штабу «Парижу» (U-17), а в вересні 2017 року став помічником головного тренера резервної команди. У грудні 2017 року призначений генеральним менеджером збірної Мартиніки. У листопаді 2021 року  призначений помічником головного тренера у команді жіночої Суперліги Англії «Евертон». У лютому 2022 року після звільнення Жана-Люка Вассора залишив клуб. У травні 2022 року отримав нещодавно розроблений сертифікат тренера нападників та захисників (CEAD) від ФФФ

## По завершенні кар'єри
Після завершення футбольної кар'єри почав працювати консультантом на Canal+. У 2016 році коментував футбольні матчі Олімпіади в Ріо на каналах Canal+ Group.
Консультант на RMC Sport.
У 2023 році працює коментатором на Amazon Prime.

## Статистика виступів

### Клубна
Станом на 12 травня 2013 року.
| Сезон                         | Команда                       | Чемпіонат                     | Чемпіонат | Чемпіонат | Нац. кубок | Нац. кубок | Нац. кубок | Конт. кубок | Конт. кубок | Конт. кубок | Загалом | Загалом |
| Сезон                         | Команда                       | Змаг.                         | Матчі     | Голи      | Змаг.      | Матчі      | Голи       | Змаг.       | Матчі       | Голи        | Матчі   | Голи    |
| ----------------------------- | ----------------------------- | ----------------------------- | --------- | --------- | ---------- | ---------- | ---------- | ----------- | ----------- | ----------- | ------- | ------- |
| 2000-2001                     | «Нім»                         | Л2                            | 8         | 3         | КФ+КФЛ     | 0+0        | 0+0        | -           | -           | -           | 8       | 3       |
| 2001-2002                     | «Ренн»                        | Л1                            | 20        | 3         | КФ+КФЛ     | 0+0        | 0+0        | -           | -           | -           | 20      | 3       |
| 2002-2003                     | «Ренн»                        | Л1                            | 31        | 10        | КФ+КФЛ     | 0+0        | 0+0        | -           | -           | -           | 31      | 10      |
| 2003-2004                     | «Ренн»                        | Л1                            | 32        | 5         | КФ+КФЛ     | 0+0        | 0+0        | -           | -           | -           | 32      | 5       |
| Загалом за «Ренн»             | Загалом за «Ренн»             | Загалом за «Ренн»             | 83        | 18        |            | 0          | 0          |             |             |             | 83      | 18      |
| 2004-2005                     | «Сент-Етьєн»                  | Л1                            | 37        | 11        | КФ+КФЛ     | 0+0        | 0+0        | -           | -           | -           | 38      | 11      |
| 2005-2006                     | «Сент-Етьєн»                  | Л1                            | 34        | 6         | КФ+КФЛ     | 0+0        | 0+0        | -           | -           | -           | 34      | 8       |
| 2006-2007                     | «Сент-Етьєн»                  | Л1                            | 18        | 6         | КФ+КФЛ     | 0+0        | 0+0        | -           | -           | -           | 23      | 4       |
| Загалом за «Сент-Етьєн»       | Загалом за «Сент-Етьєн»       | Загалом за «Сент-Етьєн»       | 89        | 23        |            | 0          | 0          |             |             |             | 89      | 23      |
| січ.-лип. 2007                | «Монако»                      | Л1                            | 14        | 5         | КФ+КФЛ     | 0+0        | 0+0        | -           | -           | -           | 14      | 5       |
| 2007-2008                     | «Монако»                      | Л1                            | 32        | 7         | КФ+КФЛ     | 0+0        | 0+0        | -           | -           | -           | 32      | 7       |
| Загалом за «Монако»           | Загалом за «Монако»           | Загалом за «Монако»           | 46        | 12        |            | 0          | 0          |             |             |             | 46      | 12      |
| 2008-2009                     | «Ліон»                        | Л1                            | 19        | 2         | КФ+КФЛ     | 3+1        | 1+0        | ЛЧУ         | 3           | 1           | 26      | 4       |
| 2009-2010                     | «Портсмут»                    | ПЛ                            | 34        | 5         | КА+КФЛ     | 7+4        | 3+3        | -           | -           | -           | 45      | 11      |
| 2010-2011                     | «Вест Гем Юнайтед»            | ПЛ                            | 34        | 6         | КА+КФЛ     | 4+3        | 2+1        | -           | -           | -           | 41      | 9       |
| 2011-2012                     | «Вест Гем Юнайтед»            | ЧШП                           | 20        | 2         | КА+КФЛ     | 0+1        | 0+0        | -           | -           | -           | 21      | 2       |
| Загалом за «Вест Гем Юнайтед» | Загалом за «Вест Гем Юнайтед» | Загалом за «Вест Гем Юнайтед» | 54        | 8         |            | 8          | 3          |             |             |             | 62      | 11      |
| січ.-лип 2012                 | «Донкастер Роверз»            | ЧШП                           | 8         | 2         | КА+КФЛ     | 0+0        | 0+0        | -           | -           | -           | 8       | 2       |
| 2012-2013                     | «Донкастер Роверз»            | ФЛ1                           | 24        | 18        | КА+КФЛ     | 1+0        | 2+0        | -           | -           | -           | 25      | 20      |
| Загалом за «Донкастер Роверз» | Загалом за «Донкастер Роверз» | Загалом за «Донкастер Роверз» | 32        | 20        |            | 1          | 2          |             |             |             | 33      | 22      |
| бер.-лип. 2013                | «Портленд Тімберз»            | MLS                           | 11        | 1         | ВК         | 0          | 0          | -           | -           | -           | 11      | 1       |
| 2013                          | «Портленд Тімберз»            | MLS                           | 32        | 20        | ВК         | 2          | 5          | -           | -           | -           | 34      | 25      |
| 2014                          | «Портленд Тімберз»            | MLS                           | 35        | 18        | ВК         | 1          | 3          | -           | -           | -           | 36      | 21      |
| Загалом за «Портленд Тімберз» | Загалом за «Портленд Тімберз» | Загалом за «Портленд Тімберз» | 78        | 39        |            | 3          | 8          |             |             |             | 81      | 47      |
| 2014-2015                     | «Кретей»                      | Л2                            | 33        | 12        | КФ+КФЛ     | 0+3        | 0+1        | -           | -           | -           | 36      | 13      |
| Усього за кар'єру             | Усього за кар'єру             | Усього за кар'єру             | 376       | 141       |            | 30         | 21         |             | 3           | 1           | 409     | 163     |

### У збірній

#### По матчах
| Дата      | Місто | Господарі | Результат | Гості   | Турнір           | Голи | Примітки |
| --------- | ----- | --------- | --------- | ------- | ---------------- | ---- | -------- |
| 28-3-2007 | Париж | Франція   | 1 – 0     | Австрія | товариський матч | -    | 77'      |
| Усього    |       | Матчів    | 1         |         | Голів            | 0    |          |

#### Голи за збірну Мартиніки
Рахунок та результат збірної Мартиніки подано на першому місці.
| № | Дата             | Місце                                              | Суперник          | Рахунок | Результат | Змагання              |
| - | ---------------- | -------------------------------------------------- | ----------------- | ------- | --------- | --------------------- |
| 1 | 8 грудня 2012    | Сер Вівіан Ричардс, Сент-Джонс (Антигуа і Барбуда) | Куба              | 1–0     | 1–0       | Карибський кубок 2012 |
| 2 | 12 December 2012 | Сер Вівіан Ричардс, Сент-Джонс (Антигуа і Барбуда) | Французька Гвіана | 2–0     | 3–1       | Карибський кубок 2012 |

## Досягнення
«Портсмут»
- Кубок Англії
  -  Срібний призер (1): 2009/10[34]